# Классический метод расчёта переходных процессов
Название метода «классический» отражает использование в нем решений дифференциальных уравнений с постоянными параметрами методами классической математики. Данный метод обладает физической наглядностью и удобен для расчета простых цепей (расчет сложных цепей упрощается операторным методом).

## Методика
Этапы расчета переходного процесса в цепи классическим методом:
1. Найти независимые начальные условия, то есть, напряжения  на ёмкостях и токи на индуктивностях в момент начала переходного процесса.
2. Далее необходимо составить систему уравнений на основе законов Кирхгофа, Ома, электромагнитной индукции и т.д., описывающих состояние цепи после коммутации, и исключением переменных получить одно дифференциальное уравнение, в общем случае неоднородное относительно искомого тока {\displaystyle i} или напряжения {\displaystyle u}. Для простых цепей получается дифференциальное уравнение первого или второго порядка, в котором в качестве искомой величины выбирают либо ток в индуктивном элементе, либо напряжение на емкостном элементе.
3. Далее следует составить общее решение полученного неоднородного дифференциального уравнения цепи в виде суммы частного решения неоднородного дифференциального уравнения и общего решения соответствующего однородного дифференциального уравнения.
4. Наконец, в общем решении следует найти постоянные интегрирования из начальных условий, т. е. условий в цепи в начальный момент времени после коммутации.

Применительно к электрическим цепям в качестве частного решения неоднородного дифференциального уравнения выбирают установившийся режим в рассматриваемой цепи (если он существует), т. е. постоянные токи и напряжения, если в цепи действуют источники постоянных ЭДС и токов, или синусоидальные напряжения и токи при действии источников синусоидальных ЭДС и токов. Токи и напряжения установившегося режима называют установившимися.
Общее решение однородного дифференциального уравнения описывает процесс в цепи без источников ЭДС и тока, который поэтому называют свободным процессом. Токи и напряжения свободного процесса называют свободными, а их выражения должны содержать постоянные интегрирования, число которых равно порядку однородного уравнения.

## Пример расчёта простейшего переходного процесса классическим методом

Переходный процесс в коммутируемой RL-цепочке

### Задача
На рисунке изображена коммутируемая RL-цепочка. В некоторый момент времени t=0 ключ К замыкается. Определить зависимость тока в RL-цепочке от времени.

### Решение
Согласно второму закону Кирхгофа, схема описывается следующим дифференциальным уравнением:
{\displaystyle U=iR+L{\frac {di}{dt}},}
где первый член описывает падение напряжения на резисторе R, а второй — на индуктивности L.
Делаем замену переменной {\displaystyle i=ab} и приводим уравнение к виду:
{\displaystyle U=Rab+L(a'b+ab');\qquad U=a(Rb+Lb')+La'b.}
Поскольку один из сомножителей a, b можно выбрать произвольно, выберем b так, чтобы выражение в скобках было равно нулю:
{\displaystyle Rb+Lb'=0.}
Разделяем переменные:
{\displaystyle {\frac {b'}{b}}=-{\frac {R}{L}};\qquad \ln b=-{\frac {R}{L}}t;\qquad b=e^{-{\frac {R}{L}}t}.}
С учётом выбранного значения b дифференциальное уравнение приводится к виду
{\displaystyle U=La'e^{-{\frac {R}{L}}t};\qquad a'={\frac {Ue^{{\frac {R}{L}}t}}{L}};}
Интегрируя, получаем
{\displaystyle a={\frac {L}{R}}\cdot {\frac {Ue^{{\frac {R}{L}}t}}{L}}+C={\frac {Ue^{{\frac {R}{L}}t}}{R}}+C;\qquad }
Получаем выражение для тока
{\displaystyle i=ab=\left({\frac {Ue^{{\frac {R}{L}}t}}{R}}+C\right)\cdot e^{-{\frac {R}{L}}t}={\frac {U}{R}}+Ce^{-{\frac {R}{L}}t};}
Значение постоянной интегрирования находим из условия, что в момент t=0 тока в цепи не было:
{\displaystyle i(0)=0;\qquad {\frac {U}{R}}+C=0;\qquad C=-{\frac {U}{R}}.}
Окончательно получаем
{\displaystyle i={\frac {U}{R}}\left(1-e^{-{\frac {R}{L}}t}\right).}